# Вагенінген

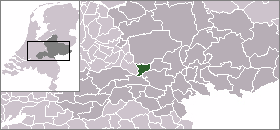
Розташування громади на карті Нідерландів

Вагенінген (нід. Wageningen, МФА: [ˈʋaːɣənɪŋə(n)]) — місто в Нідерландах на правах громади, у провінції Гелдерланд.
Вагенінген знаходиться на північному березі Недеррейна, на кордоні між долинами Гелдер і пагорбами Велюве (нід. Veluwe).
Станом на 2021 рік населення міста становило 39 635 осіб, з яких тисячі —  студенти Вагенінгенського університету.

## Історія
Найраніші відомі поселення знаходяться на північ від сучасного центру міста і згадуються в джерелах з 828 року. У період раннього Середньовіччя на пагорбі на схід від міста була побудована невелика церква. У XII столітті люди оселилися на території, розташованій у межах сучасної вулиці Бергстраат (нід. Bergstraat), підтвердженням чого стала бруківка тих років, виявлена археологами поруч з «Готелем де Верелд» (нід. Hotel de WereldHotel de Wereld). Вагенінген отримав статус міста 1263 року. Він охоронявся ровом і фортечною стіною. 1526 року спорудили замок, зруйнований в XVIII столітті. Частини підстав трьох веж замку і фортечної стіни донині можна побачити в сучасному місті.
Місто, його мешканці й підприємства значно постраждали під час Другої світової війни. Центральну частину Вагенінгена знищив вогонь німецької артилерії після вторгнення фашистської Німеччини в Нідерланди в травні 1940 року. Німецький генерал Йоганес Бласковіц здався канадському генералу Чарльзу Фоукс (англ. Charles Foulkes) у Вагенінгені 5 травня 1945 року, що стало офіційним закінченням війни у Нідерландах. Переговори про капітуляцію проходили в приміщенні сучасного готелю «Готель де Верелд», який розташований у центрі міста. Щорічно 5 травня у Вагенінгені святкується День визволення Нідерландів, який відвідують до 12 тисяч осіб, вшановуючи ветеранів війни.

## Освіта
Головний навчальний заклад Вагенінгена — Університет, 2005 року отримав від Єврокомісії так званий «знак якості» — значок ECTS (the European Credit Transfer System) .
Відповідно до опитувань студентів, проведених 2005 року, найкращим класичним університетом Нідерландів визнали університет Вагенінгена .

## Галерея

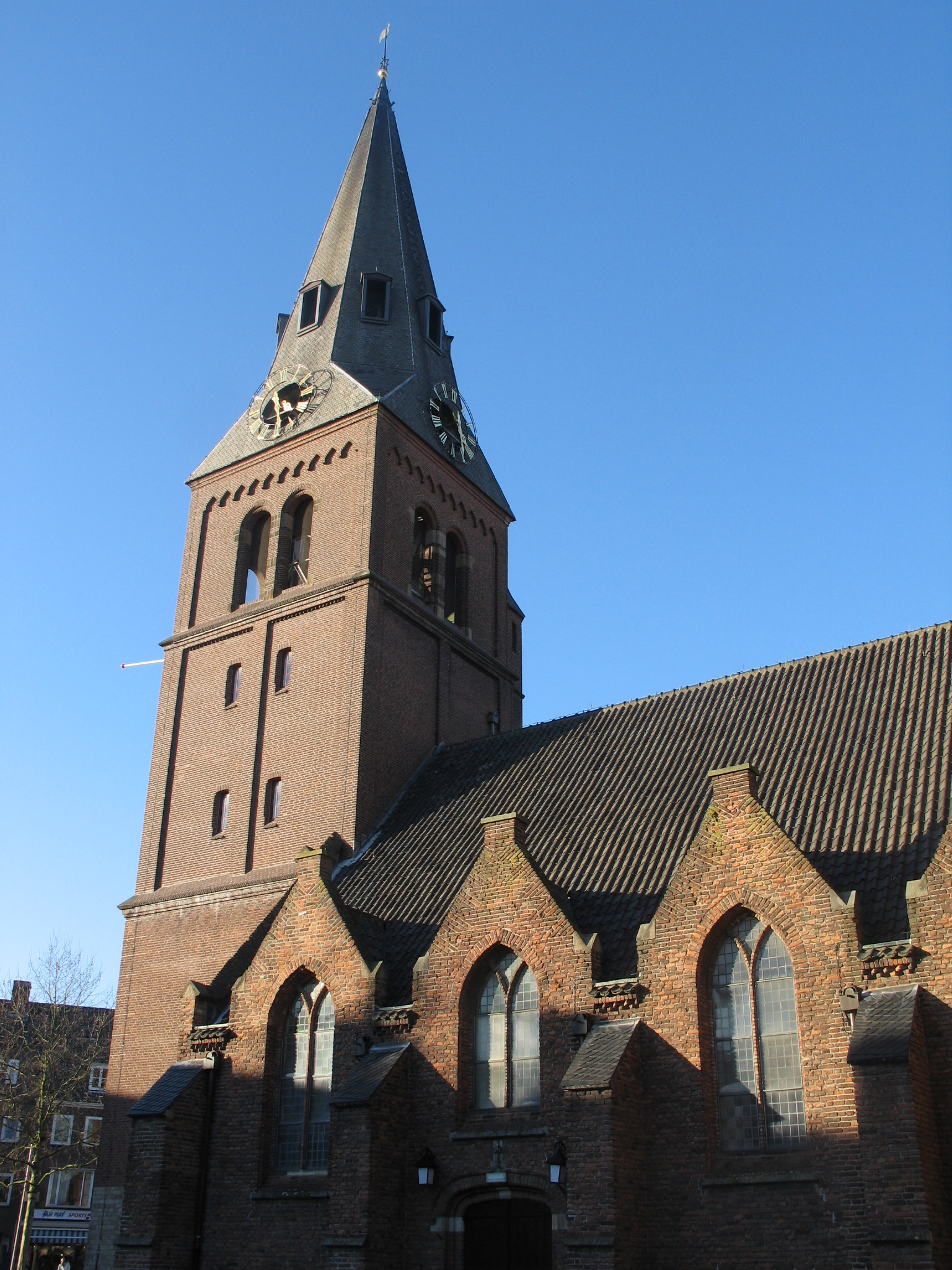
Головна міська церква
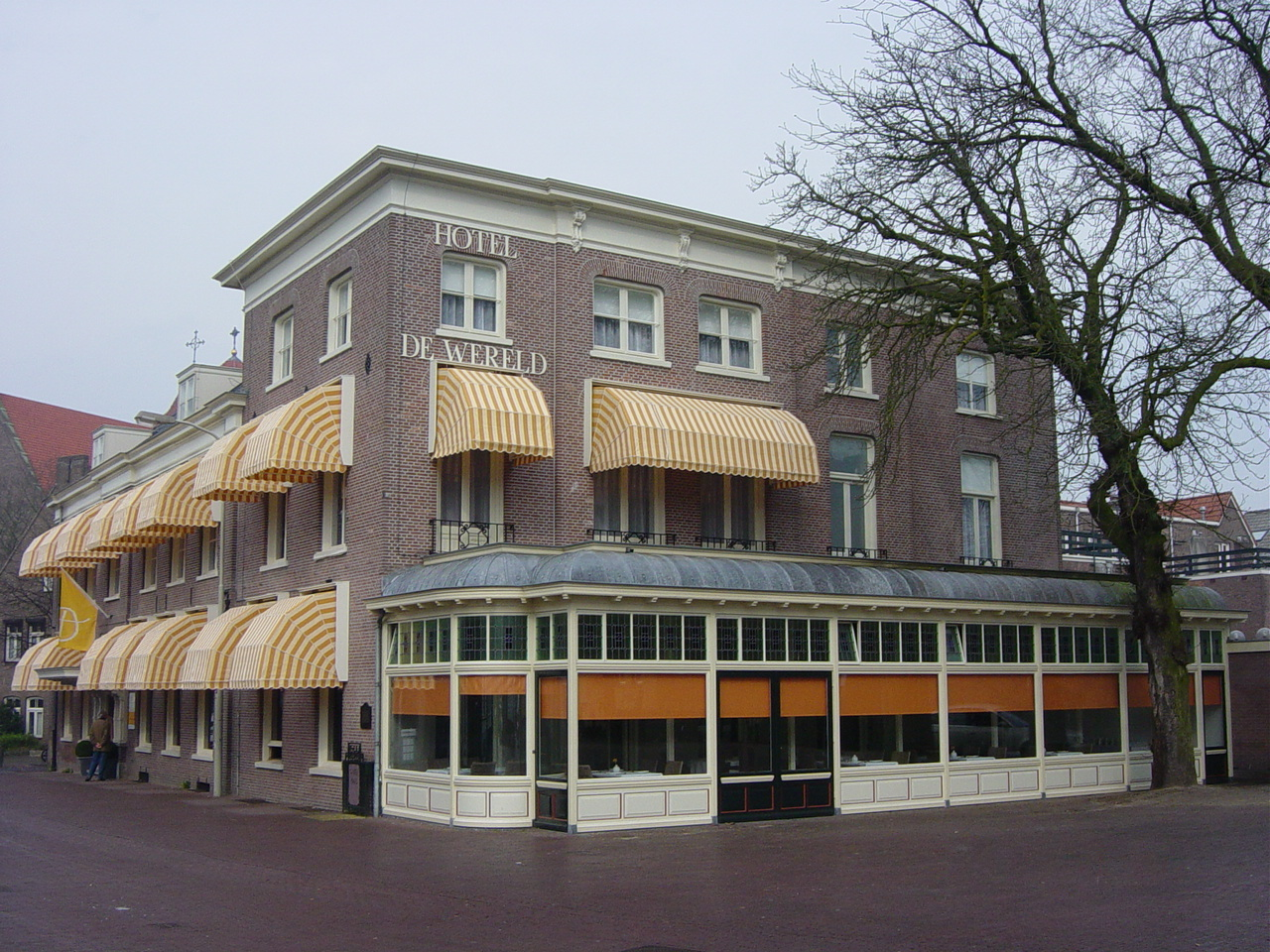
Готель у місті
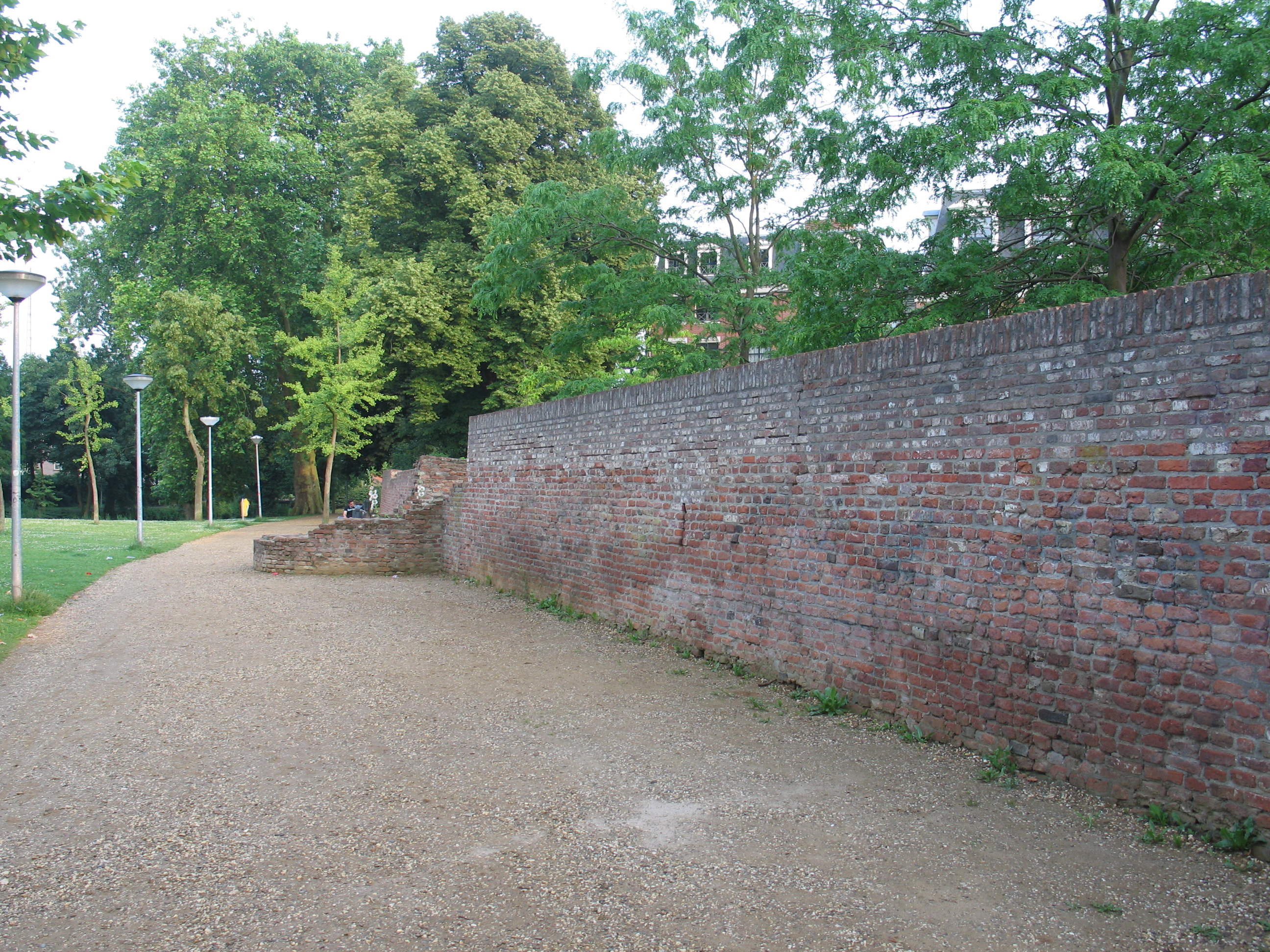
Залишки міського муру
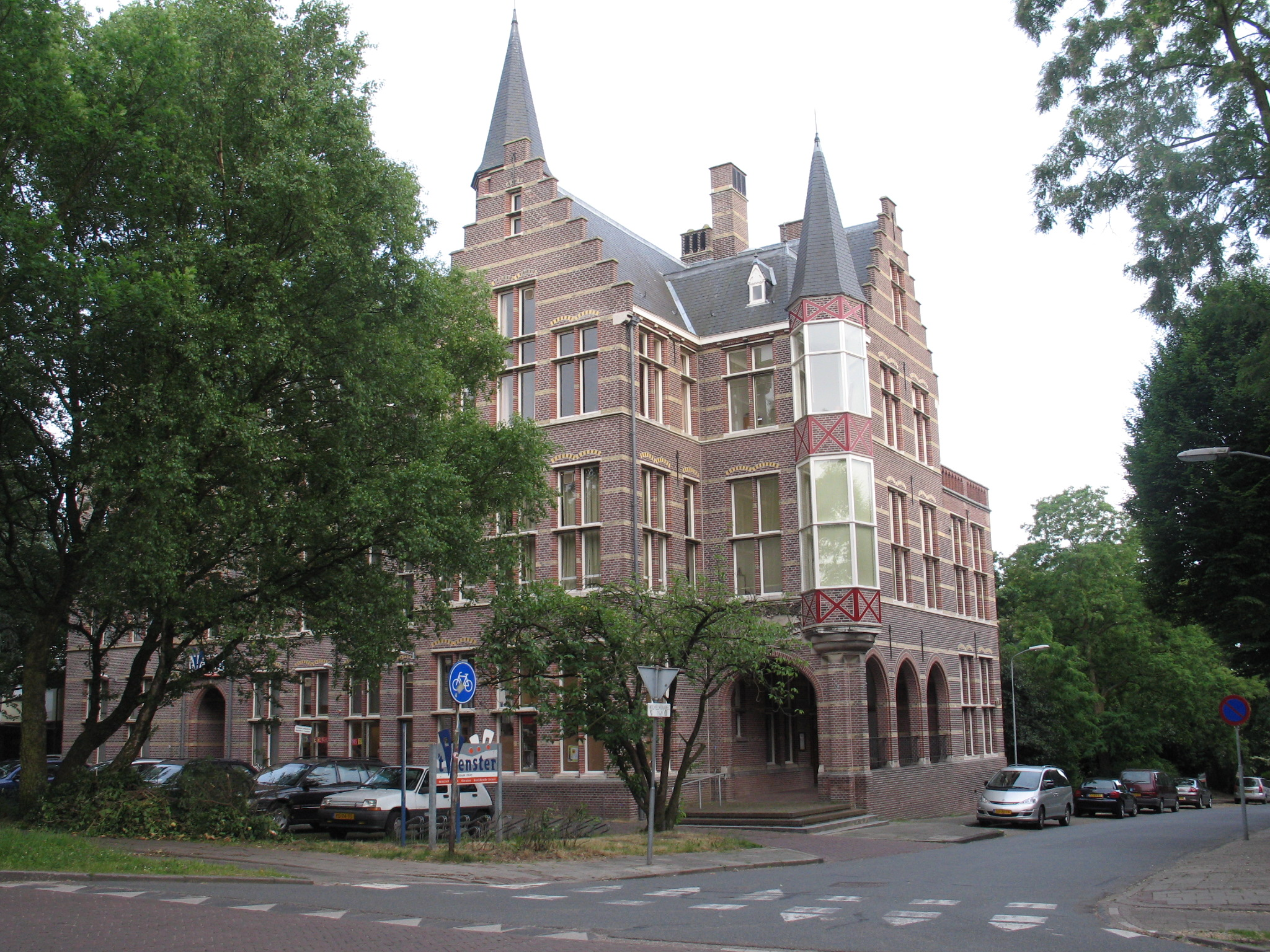
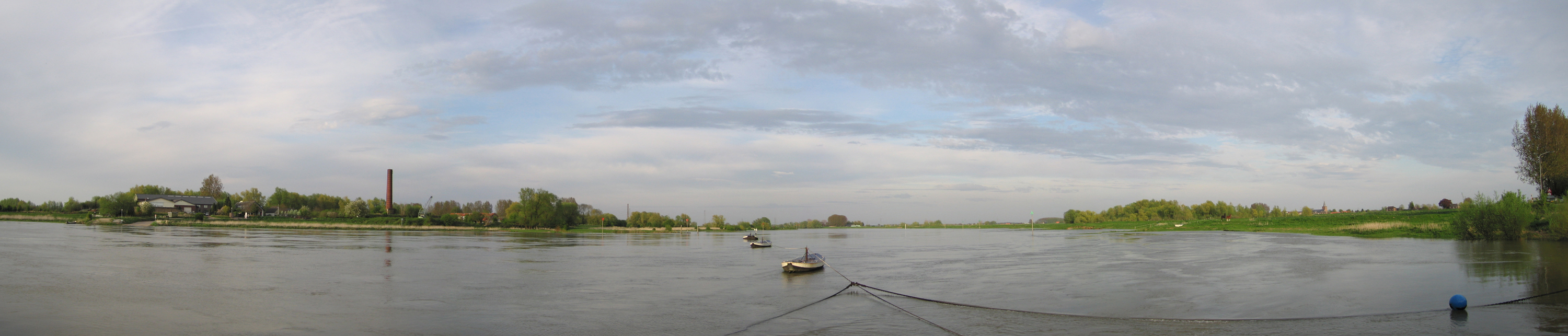
Панорама Рейна поблизу Вагенінгена